# Albert Montañés
Albert Montañés Roca (født 26. november 1980 i Sant Carles de la Ràpita, Spanien) er en spansk tennisspiller, der blev professionel i 1999. Han har igennem sin karriere vundet fem single- og to doubletitler, og hans højeste placering på ATP's verdensrangliste er en 22. plads, som han opnåede i august 2010.

## Grand Slam
Montañés har endnu ikke haft succes i Grand Slam-sammenhæng, og hans bedste præstation er en 3. runde deltagelse, som han fire gange har opnået i French Open.